# Polyura ephebus
Polyura ephebus är en fjärilsart som beskrevs av Hans Fruhstorfer 1914. Polyura ephebus ingår i släktet Polyura och familjen praktfjärilar. Inga underarter finns listade i Catalogue of Life.